# Ichneumon calceator
Ichneumon calceator là một loài tò vò trong họ Ichneumonidae.